# Tratado de Barcelona (1309)
El tratado de Barcelona del 3 de mayo de 1309 fue una alianza militar firmada entre el rey de Aragón Jaime II y el rey de meriní Abu al-Rabi Sulayman, mediante la cual el segundo contrataba los servicios de una flota y ejército de mercenarios cristianos aragoneses para la conquista de Ceuta, en poder del rey de Granada Nasr.

## Antecedentes
A principios del siglo XIV, la dinastía nazarí gobernaba en el Reino de Granada. Enfrentados a estos, los benimerines controlaban la zona africana del mar de Alborán, aliados militarmente con el reino de Aragón desde el siglo anterior en la guerra contra los nazaríes.

## Acuerdos
Las condiciones que se pactaron en el tratado fueron las siguientes:
- El sultán meriní pagaría 2.000 doblas por cada galera aragonesa por los cuatro primeros meses. Pasado este tiempo, el precio sería de 1000 doblas por galera cada cuatro meses.
- Junto con la flota se enviarían 1000 caballeros cristianos, a sueldo del marroquí.
- El sultanato meriní no concertaría paces ni treguas con el rey de Granada sin consentimiento del rey de Aragón.
- Tras la toma de Ceuta, el botín de guerra quedaría en manos de los aragoneses, quedando la ciudad en poder del sultán.

## Consecuencias
La ciudad de Ceuta fue conquistada en el año 1309 por la armada y ejército aragoneses, bajo el mando del vizconde de Castellnou. Sin embargo una vez entregada la ciudad, los benimerines rompieron el pacto y se aliaron con los nazaríes.